# Anita Wall
Kerstin Anita Wall, född 11 juli 1940 i Sofia församling i Stockholm, är en svensk skådespelare.

## Biografi
Wall började som barnskådespelare vid Vår teater i Stockholm och spelade där bland annat titelrollen i Pippi Långstrump.
1958–1959 fick hon engagemang vid Riksteatern och turnerade med den, innan hon kom in på Dramatens elevskola, där hon kom att tillhöra den sista elevkullen 1962–1965 innan namnbytet till Statens Scenskola tillsammans med bland andra Lars Amble, Börje Ahlstedt, Evabritt Strandberg och Per Ragnar.
Sedan 1965 har Wall medverkat i en lång rad uppsättningar på Dramaten, bland andra Pinocchio 1966, Misantropen 1970, Fröken Margarida 1976 (även på TV 1985), Onda andar 1977, Richard III 1980 och Två herrars tjänare 1982. Hon gjorde titelrollen i August Strindbergs drama Kristina 1985. Wall filmdebuterade 1959 i Raggare!.
I perioder har hon varit tjänstledig från Dramaten för att arbeta på andra scener; här kan nämnas Tummelisas mamma på Teater Brunnsgatan Fyra, revyn Helga Vrede på Vasan och Mitt dubbla liv med Riksteatern.
Anita Wall har skickligt växlat mellan dramatiska och humoristiska roller; många minns henne säkert som piga i TV-versionen av folklustspelet Grabbarna i 57:an med Sune Mangs och Bert-Åke Varg 1978. För TV-teatern har hon spelat Tjechovs Björnen och Svenska folkets snusk och sex av Allan Edwall. Hon spelade den intriganta och eleganta affärskvinnan Elisabeth Lerwacht i TV-serien Rederiet 1992–1994.
I januari 2018 var Wall en av prisutdelarna av guldbaggen för årets film på Guldbaggegalan tillsammans med Inga Landgré och Lena Söderblom.
Hon är gift med skådespelaren Lars Lind sedan 2007.

## Priser och utmärkelser
- 2001 – Litteris et Artibus
- 2008 – O'Neill-stipendiet
- 2008 – Pingvinen av Elsa Olenius-sällskapet för extraordinära arbetsinsatser inom barn- och ungdomskulturområdet.
- 2015 – Guldbaggen för bästa kvinnliga biroll för rollen som Frida i filmen Hemma [1]

## Filmografi i urval
- 1959 – Raggare!
- 1960 – Balkongen
- 1962 – Nils Holgerssons underbara resa
- 1962 – Chans
- 1963 – Sten Stensson kommer tillbaka
- 1963 – Adam och Eva
- 1965 – Juninatt
- 1965 – Farlig kurs (TV-serie)
- 1965 – En historia till fredag (TV-serie)
- 1970 – Röda rummet (TV-serie)
- 1973 – Scener ur ett äktenskap (TV-serie)
- 1975 – Från A till Ö (TV-serie)
- 1978 – Grabbarna i 57:an eller Musikaliska gänget (TV-serie)
- 1980 – Swedenhielms
- 1980 – Trälarnas barn (TV-serie)
- 1983 – Spanarna
- 1986 – I lagens namn
- 1987 – Mälarpirater
- 1987 – Friends
- 1989 – Den inbillade sjuke (TV-film)
- 1989 – 1939
- 1991 – Fasadklättraren
- 1993–1994 – Rederiet (TV-serie)
- 1995 – De professionella
- 1995 – Sjukan (TV-serie)
- 1997 – Den siste yankeen
- 1999 – Ett litet rött paket (TV-serie)
- 2006 – Underbara älskade
- 2008 – Livet i Fagervik (TV-serie)
- 2008 – Irene Huss – Den krossade tanghästen
- 2010 – Farsan
- 2010 – Beck – Levande begravd
- 2011 – Gynekologen i Askim (TV-serie)
- 2011 – En enkel till Antibes
- 2011 – Anno 1790 (TV-serie)
- 2012 – Samlaren
- 2013 – Rosor, kyssar och döden
- 2013 – Hemma
- 2014 – Vår bästa tid är nu
- 2015 – I nöd eller lust
- 2016 – Jag älskar dig – en skilsmässokomedi

## Teater

### Roller
| År   | Roll                                                    | Produktion                                                                          | Regi                    | Teater                     |
| ---- | ------------------------------------------------------- | ----------------------------------------------------------------------------------- | ----------------------- | -------------------------- |
| 1961 |                                                         | Herr Paddas bravader (Toad of Toad Hall) Kenneth Grahame                            | Jan Hemmel              | Stockholms skolbarnsteater |
| 1961 |                                                         | De löjliga preciöserna (Les Précieuses ridicules) Molière                           | Bernhard Krook          | Parkteatern                |
| 1965 | En hovdam                                               | Yvonne, prinsessa av Bourgogne (Iwona, księżniczka Burgunda) Witold Gombrowicz      | Alf Sjöberg             | Dramaten                   |
| 1966 | Medverkande                                             | I afton improviserar vi (Questa sera se recita a soggetto) Luigi Pirandello         | Mimi Pollak             | Dramaten                   |
| 1970 | Célimène                                                | Misantropen (Le Misanthrope) Molière                                                | Frank Sundström         | Dramaten                   |
| 1976 | Maria                                                   | Chez nous Per Olov Enquist och Anders Ehnmark                                       | Lars Göran Carlson      | Dramaten                   |
| 1977 | Maria Lebjadkina                                        | Onda andar (Бесы, Bésy) Fjodor Dostojevskij                                         | Ernst Günther           | Dramaten                   |
| 1988 | Skökan Borgarkvinnan Kyrkvaktarens mor Paret i prologen | Mäster Olof August Strindberg                                                       | Lennart Hjulström       | Dramaten                   |
| 1990 | Isabell Glass                                           | Hemlig extas (The Secret Rapture) David Hare                                        | Lars Amble              | Dramaten                   |
| 1992 | Marceline                                               | Figaros bröllop (La Folle Journée, ou Le Mariage de Figaro ) Pierre de Beaumarchais | Wilhelm Carlsson        | Dramaten                   |
| 1994 | Medverkande                                             | Den stora kicken, revy                                                              | Ulf Eklund              | Vasateatern                |
| 1997 |                                                         | Rakt ner i fickan (Cash on Delivery) Michael Cooney                                 | Lars Amble              | Maximteatern               |
| 2000 | Dorine Monsieur Loyal                                   | Tartuffe (Tartuffe, ou l'Imposteur) Molière                                         | Åsa Melldahl            | Dramaten                   |
| 2003 | Millan                                                  | Limbo Margareta Garpe                                                               | Margareta Garpe         | Stockholms stadsteater     |
| 2005 | Inga, Haralds fru                                       | Neil Armstrong var aldrig på månen Peter Birro                                      | Johan Wahlström         | Dramaten                   |
| 2005 | Léontine                                                | Kärlekens triumf (Le triomphe de l'amour) Pierre de Marivaux                        | Staffan Roos            | Dramaten                   |
| 2005 |                                                         | Oscar och den rosa tanten (Oscar et la Dame rose) Éric-Emmanuel Schmitt(en)         | Stefan Larsson          | Dramaten                   |
| 2006 | Sister White                                            | Valerie Jean Solanas ska bli president i Amerika Sara Stridsberg                    | Klaus Hoffmeyer         | Dramaten                   |
| 2007 | Polina                                                  | Måsen (Чайка, Tjajka) Anton Tjechov                                                 | Stefan Larsson          | Dramaten                   |
| 2008 | Poncia                                                  | Bernardas hus (La casa de Bernarda Alba) Federico Garcia Lorca                      | Christian Tomner        | Dramaten                   |
| 2009 | Hedvig                                                  | Cancerbalkongen Marianne Goldman                                                    | Christian Tomner        | Helsingborgs stadsteater   |
| 2011 | Frosine                                                 | Den girige (L'Avare ou l'École du mensonge) Molière                                 | Gösta Ekman             | Dramaten                   |
| 2014 | Moster Malvina Isberg                                   | Moster Malvina Anne Charlotte Leffler                                               | Mathias Lafolie         | Strindbergs Intima Teater  |
| 2016 | Amman                                                   | Fadren August Strindberg                                                            | Mellika Melouani Melani | Kulturhuset Stadsteatern   |

## Radioteater

### Roller
| År   | Roll | Produktion                        | Regi          |
| ---- | ---- | --------------------------------- | ------------- |
| 1967 |      | Buss på kontinenten Ove Magnusson | Olof Thunberg |